# Resident Evil 7: Biohazard
Resident Evil 7: Biohazard (укр. Оселя Зла 7: Біонебезпека) — відеогра жанру survival horror, розроблена і видана Capcom. Resident Evil 7 було анонсовано під час презентації компанії Sony на виставці E3 в червні 2016 року. Гра вийшла в усьому світі для Microsoft Windows, PlayStation 4 і Xbox One 24 січня 2017 року. Версія для PlayStation 4 має підтримку шолома віртуальної реальності PlayStation VR. Це сьома гра основної серії Resident Evil, і перша з перспективою від першої особи.
Вперше за всю історію серії як сценариста залучили не японського, а західного сценариста: Річарда Пірсі, що значно позначилося на зовнішньому вигляді та національності головних персонажів.
Сюжет описує пошуки Ітаном Вінтерсом своєї дружини Мії, зниклої в похмурому маєтку родини Бейкерів. Йому доводиться зустріти божевільних господарів будинку та розгадати таємниці, що стоять за жахливими подіями в ньому.

## Ігровий процес

Ітан бореться з «запліснявілим»

Більшу частину часу гравець керує чоловіком Ітаном Вінтерсом, який подорожує загадковим занедбаним маєтком, уникаючи ворогів і вирішуючи головоломки. Багато місць темні, тому доводиться користуватись ліхтариком, а зброї та боєприпасів обмаль. Проте в Resident Evil 7 з'явилася можливість блокувати ворожі удари, що значно зменшує шкоду від них. Є можливість швидко розвернутися на 180 градусів, наприклад, для втечі. На відміну від попередніх ігор серії, вороги тут здебільшого не зомбі, а наділені надлюдськими силами члени родини Бейкерів і «запліснявілі» (англ. molded) — істоти з патогенного грибка, що зростає на трупах.
Місцями трапляються відеокасети, вставивши які у відеомагнітофон можна від першої особи побачити що сталося з попередніми відвідувачами. Також в різних місцях лежать підказки або газети, з яких гравець дізнається більше про таємниці маєтку. Багато предметів можна взяти і оглянути з різних боків, шукаючи корисну інформацію чи приховані деталі.
Інтерфейс гри мінімалістичний, гравець зазвичай бачить тільки кількість патронів у кутку екрана. Рівень здоров'я показується не на самому екрані, а на смарт-годиннику Ітана, видному під час огляду інвентаря. Якщо Ітан поранений, про це одразу повідомлять плями крові що з'являються в його очах. Персонаж має інвентар у рюкзаку, поділений на певну кількість комірок. Малі предмети (так, як набір набоїв) займають у ньому по одній комірці, великі (як дробовик) — дві. Збільшити місткість можна, знайшовши більший рюкзак. Частину багажу можна залишити у спеціальних скринях. Знайшовши іншу скриню, Ітан отримує доступ до всього, покладеного в попередню. Зі знайдених інгредієнтів Ітан може виготовити лікувальні сироватки, стимулятори, паливо, набої. Для цього витрачається запас універсального хімікату. Гравець може призначити до швидкого доступу 4 предмета.
Збереження відбувається на магнітофонах. Впродовж гри можна відшукати колекційні монети, що дозволяють підвищити параметри персонажа, такі як рівень здоров'я чи прицільність пострілів. Для цього слід відшукати фургон, в якому містяться сховки, що відкриваються такими монетами.

## Сюжет

### «Година початку»
Події цієї демонстраційної версії Resident Evil 7 відбувається на ранніх рівнях повної гри, протагоністом виступає безіменний чоловік, який отямився в занедбаному будинку. Блукаючи по будинку, герой знаходить телевізор з відеомагнітофоном, а потім відеокасету, датовану 30 червня 2017 року. На відео він бачить як оператор Кленсі Джавіс разом з продюсером і ведучим телешоу про паранормальні явища проникають в будинок. Продюсер розповідає, що будинок колись належав родині Бейкерів, яка таємниче зникла. Згодом продюсер зникає, а решта вирушають на його пошуки. Знайшовши таємний прохід, оператор і його напарник потрапляють в підвал, де знаходять підвішеного на зламаній трубі продюсера. На останніх кадрах видно як хтось наближається до Кленсі і хапає його, лунають крики оператора.
Переглянувши касету, герой іде тим самим шляхом, що його попередники, та знаходить ключ і запобіжник від електричного щитка. Якщо він користується ключем, то за дверима його приголомшує голова родини Бейкерів, Джек. Полагодивши замість цього щиток запобіжником, протагоніст виходить на горище, де чує телефонний дзвінок, але слідом на нього нападає Джек; далі показується уривок відеозапису, де Кленсі намагається звільнити закованого ведучого, але їх атакує потворна жінка. Якщо герой спускається в підвал, Джек замикає його там разом з чудовиськом «запліснявілим»; поранення в бою з ним призведуть до зараження грибком і герой, навіть якщо виживе, знепритомніє перед виходом; якщо він не поранений, то дістається до горища й тікає з будинку, проте його розповіді ніхто не вірить.

### Оригінальна гра
Ітан Вінтерс переглядає відеозапис, де його дружина Мія говорить, що скоро повернеться додому з роботи в Луїзіані. Минуло три роки відколи вона зникла, та несподівано Ітан отримує нове відео. Мія повідомляє, що обманула чоловіка і застерігає в жодному разі не шукати її. Знаючи про що вона каже, Ітан вирушає в Луїзіану, де серед лісів і боліт знаходить покинутий будинок. Шукаючи вхід, він знаходить дивні вівтарі, складені з трупів тварин. В будинку Ітан виявляє все занедбаним. На кимось залишеній відеокасеті він бачить запис попередніх відвідувачів будинку, що зіткнулися в підвалі з чимось жахливим. Спустившись туди, чоловік знаходить Мію, живу і неушкоджену. Та вона заперечує, що слала відео, і попереджає, що наближається «Таточко», тож обоє тікають. Попереду виявляється тупик, коли Ітан іде шукати інший шлях, Мія загадково зникає.
Несподівано Мія нападає з підвалу, надзвичайно сильна і люта, і так само несподівано приходить у норму. Після наступного нападу Ітану вдається зарубати дружину сокирою. Дзвонить стаціонарний телефон, котрим якась Зої повідомляє йому, що можна втекти через горище. Але дорогою туди Ітан зазнає ще кількох нападів ожилої Мії. Він знаходить пістолет, але Мія відрубує йому ліву руку, а потім його приголомшує Джек Бейкер. Ітан отямлюється з повносправною рукою, а за столом з родиною психопатів Бейкерів: Джека, його дружини Маргарити, сина Лукаса (саме він прилаштував йому руку на місце) і невідомої старої. Джек намагається нагодувати чоловіка відразливою стравою, а потім змусити «увійти до родини», однак його відволікає дзвінок у двері.
Ітану вдається звільнитися від кайданів і сховатися від Бейкерів. Подорожуючи в пошуках виходу, він отримує через телефон поради від Зої, яка говорить, що вона — дочка Джека. Згодом він бачить надворі поліцейського, який розслідує зникнення в околицях людей. Однак він не вірить розповідям Ітана, вважаючи його психічно хворим. Джек убиває поліцейського, Ітан вбиває його самого, але той несподівано виліковується від ран і починає гонитву. Як з'ясовується, вся родина володіє такою ж здатністю. Ітану вдається тільки зупиняти жителів будинку, але вони попри поранення продовжують розшукувати його. В підвалі Вінтерс бачить чорний грибок, який розростається в будинку і покриває ожилі трупи жертв Бейкерів. Під час другої зустрічі з Джеком, Ітан спалює його в гаражі його і збирає ключ із трьох частин, за допомогою якого відкриває двері на заднє подвір'я. Там стоїть фургон Зої, котра телефонує та повідомляє, що Мія все ще жива, позаяк володіє тією ж силою, що й Бейкери. Зої каже, що також прагне втекти, але їй слід спершу вилікуватися від інфекції, якою заражені всі в будинку. Для цього необхідна сироватка, інгредієнти якої сховані Маргаритою в двох частинах маєтку.
У пошуках сироватки Ітан зустрічає в будинку на болоті Маргариту, що перетворилася на комахоподібну істоту і сама породжує комах. Її вдається вбити, разом гинуть і комахи. Ітан знаходить записку про розташування інгредієнтів сироватки, проте Мію викрадає Лукас, глузуючи з Ітана. В пошуках дружини Ітану доводиться знайти вхід на «вечірку» Лукаса та пройти знущальні випробування. Врешті Ітан перехитрює Лукаса й тікає зі смертельної пастки. Він забирає один зі складників сироватки, що виявляється висушеним ембріоном людини, результатом якихось експериментів. Другий складник — це рука мумії, схованої в дитячій кімнаті.
Після отримання всіх складників Вінтерс бачить видіння незнайомої дівчинки. Він повертається до фургона, щоб зустрітися з Зої, але замість цього з Ітаном зв'язується Лукас, який захопив Мію і Зої та утримує їх у заручниках. Лукас, насміхаючись, змушує Ітана вирушити в комору, заповнену потворами і пастками. Ітан визволяє Мію і Зої, котра створює дві дози сироватки. Однак, в цей момент спотворений Джек нападає знову, і Ітан змушений використовувати одну дозу, щоб позбавити Джека регенерації та остаточно вбити.
Ітан постає перед вибором врятувати Мію чи Зої. Так чи інакше, він дізнається, що Бейкери заразилися після прибуття Мії з дівчинкою на ім'я Евеліна три роки тому, знайденої на уламках корабля неподалік. Якщо гравець обрав врятувати Зої, Мія лишається розчарованою в ньому і винить у зраді. Раптом Евеліна нападає, вбиває Зої, а Ітан падає за борт човна. Якщо ж обрано Мію, Зої неохоче бажає їм кращої долі, подружжя відпливає, але їх атакує з-під води чудовисько. Мія отямлюється на борту корабля, де її зустрічає Евеліна та показує касету. Це спонукає жінку пригадати як вона працювала на якусь корпорацію. Вона перевозила Евеліну, та дівчинка підкорила екіпаж, керуючи пліснявою, і спричинила аварію корабля. Прагнучи мати родину, вона заразила Мію, щоб вона стала її названою матір'ю, а потім Бейкерів. Непритомніючи, Мія записала відео, яке через три роки потрапило до Ітана.
Блукаючи кораблем, Мія знаходить  чоловіка та визволяє його з заростів плісняви. Ітан перед цим у мареннях бачить Джека, котрий просить вбити Евеліну її та позбавити Бейкерів від поневолення нею. Незалежно від попередніх подій, Мія віддає чоловікові флакон з ДНК Евеліни, який весь час носила з собою. Якщо вона не вилікувана, то не може опиратися інфекції та вкотре божеволіє, Ітан знову вбиває дружину, тепер остаточно. Якщо ж він дав їй ліки, Мія віддячує йому, відрізаючи шлях назад, щоб дівчинка чи заражені нею не наздогнали чоловіка.
Ітан спрямовується до покинутої соляної шахти, де знаходить таємну лабораторію. Оглянувши її, Ітан розуміє, що Евеліна — це біологічна зброя, заражена грибком, що дозволяє їй брати людей під свій контроль. Також грибок спричиняє безумство, надзвичайну регенерацію та спотворення організму. Евеліна одержима прагненням мати родину, для чого й створює ожилі трупи. Продовживши розслідування, Ітан розуміє — Лукас працює на невідому організацію, яка давала йому сироватку, що дозволило йому не коритися волі Евеліни. Використовуючи обладнання в лабораторії і флакон ДНК, даний Мією, Ітан синтезує токсин, який може вбити Евеліну. Вінтерс прямує крізь тунелі і знаходить шлях назад до будинку. Евеліна починає насилати на Ітана видіння і галюцинації. Та Ітану вдається перебороти її вплив і вколоти дівчинці токсин. На свій подив він бачить, що Евеліна стала старою, яку він бачив з Бейкерами. Грибок поглинає Евеліну, та за мить постає з будинку як велетенське чудовисько з її обличчям. Жодна зброя не допомагає, та тут саме прибувають військові, що помітили події в маєтку. Вони скидають з гелікоптера рушницю, постріли якої вражають грибок, він висихає і розсипається.
Вінтерса рятує військовий (Кріс Редфілд) і садить у гелікоптер. Якщо Ітан вилікував Зої, то поряд побачить речі Мії та викине їх униз, бажаючи забути свої пригоди. Якщо ж вилікував Мію, то команда Редфілда рятує її і родина Вінтерсів об'єднується. Гелікоптер відлітає, на ньому виявляється емблема корпорації «Umbrella».

### «Не герой»
Агент BSAA Кріс Редфілд приєднується до реформованої до того часу корпорації «Umbrella», також відомою як «Блакитна парасолька», з метою затримати Лукаса Бейкера та знайти доказів злочинної діяльності таємного товариства «Зв'язки», створеного Евеліною. Врятувавши Ітана Вінтерса та відправивши його гелікоптером в «Umbrella», Кріс досліджує околиці маєтку Бейкерів у пошуках кількох зниклих спецпризначенців.
Він проникає в лабораторію Лукаса, сховану в соляній шахті, де той прикріплює до руки Кріса бомбу. Не зважаючи на це, Кріс продовжує пошуки. Йому доводиться відвідати декілька відділів шахти, наповнених пастками, «запліснявілими» або зараженим спорами повітрям. Він намагається врятувати кількох полонених солдатів «Umbrella», але вони гинуть в пастках Лукаса. Зрештою, Лукас дистанційно активує таймер на бомбі Кріса. Проте Кріс придумує заморозити бомбу в рідкому азоті, отримавши час на її знешкодження.
Потім він потрапляє до таємної дослідницької лабораторії «Зв'язків», співробітників якої Лукас убив і планує здійснити там диверсію. Крісу вдається наздогнати й застрелити Лукаса, який мутує та перетворюється на чудовисько. Кріс перемагає мутанта і зупиняє автоматичну передачу даних про Евеліну невідомій особі. Після місії Кріс повертається до табору «Umbrella», щоб відповісти на терміновий дзвінок.

### «Кінець Зої»
Ітан виліковує Мію, а Зої блукає по болоту, поки на неї не нападає Евеліна; однак пара солдатів «Umbrella» згодом знаходить Зої та розуміє, що вона ще жива. Вони потрапляють у засідку Джо Бейкера, дядька Зої, який живе на болотах і не зазнав впливу грибка. Спочатку Джо вважає, що «Umbrella» винна в тому, що сталося з Зої, але солдат запевняє, що неподалік сховано ліки для Зої, виготовлені «Umbrella». Джо лишає одного солдата зв'язаним у своїй хатині та вирушає на пошуки цих ліків, а коли повертається, виявляє, що солдата вбив один із заражених. Іншого солдата він потім теж знаходить мертвим і вирішує тікати з Зої.
Джо відпливає з непритомною Зої на човні, щоб знайти базу «Umbrella», але не знаходить там нікого живого. Його переслідує мутант «Болотяна людина», якого Джо вдається лише тимчасово затримати. Змайструвавши примітивну зброю, Джо розшукує більше ліків. Йому вдається добути ще одну порцію, але коли він дає Зої ліки, її викрадає «Болотяна людина».
У пошуках Зої Джо відвідує заражену частину болота і знаходить Зої в занедбаній церкві. Всередині Джо потрапляє в засідку «Болотяної людини», що виявляється мутованим Джеком Бейкером. Істота перемагає Джо та кидає його в болото, щоб той потонув.
Джо випливає біля маєтка Бейкерів і опиняється в розпалі бою між зараженими та військами «Umbrella». Він знаходить силову рукавицю «Umbrella», з допомогою якої долає перешкоди та знаходить Джека. Розбивши йому голову, Джо знаходить достатньо ліків для Зої та дає їй всю порцію, саме коли прибуває підкріплення від «Umbrella» з Крісом Редфілдом. Згодом Джо та Зої супроводжують до табору, де Кріс запевняє, що Зої повністю вилікувана від інфекції. Ітан телефонує Зої, вона дякує за те, що він дотримався слова надіслати допомогу. Ітан відповідає, що завжди виконує обіцянки.

## Розробка
Невдовзі після випуску Resident Evil 6 її продюсер Масатіка Кавата зазначив, що в компанії Capcom тривають внутрішні дискусії щодо напрямку в якому повинна рухатися серія Resident Evil. Він зауважив, що якою б не стала Resident Evil 7, її протагоніст повинен стати звичайною людиною, а не «супергероєм», як у попередніх іграх. У грі планувалося повернутися до класичної для серії переваги страху, а не екшну, наслідуючи такі ігри, як Amnesia і Outlast. Місцем дії обіцявся певний обмежений простір, як у першій грі серії.
Розробка гри почалася у лютому 2014 року. Рушієм було обрано RE Engine, що використовує технологію фотограмметрії, цей підхід використовує реальні фотографічні дані для створення моделей, текстур і карт нормалей для віртуальних об'єктів. Завдяки цьому результат виглядає напрочуд реалістично. Ефект можна було побачити в Star Wars Battlefront II і The Vanishing of Ethan Karter. Також, рушій дозволяє легше створювати віртуальну реальність, надаючи «новий рівень страху». На виставці E3 2015 було представлено демонстрацію віртуальної реальності під назвою Kitchen для PS4. У ній гравець міг опинитися в ролі ув'язненого на кухні в похмурому брудному будинку. Згодом Capcom заявили, що концентрують зусилля на проєктах для ринку віртуальної реальності, оскільки Kitchen справила велике враження на гравців.
На E3 2016 відбувся анонс Resident Evil 7, було повідомлено, що керівником розробки є Коші Наканіші, який раніше займався створенням Resident Evil: Revelations. Він керував групою зі 120 чоловік, зібраної в рамках японського підрозділу компанії Capcom Japan. Кавата тоді повідомив, що Kitchen демонструвала тон майбутньої Resident Evil 7. Він запевнив — PS4 без VR, Xbox One і ПК контент буде тим самими. На час анонсу гру вже було завершено на 65 %. Після анонсу, 14 червня, було випущено демоверсію гри для PlayStation 4 під назвою Resident Evil 7 Teaser: Beginning Hour. Capcom повідомили, що це не буде частина повної гри, а окрема історія з іншим протагоністом. Потім, 15 вересня 2016, демоверсія отримала оновлення, що додало нові кімнати й предмети.
Реліз фінальної версії відбувся 24 січня 2017 року. Безкоштовне доповнення «Not A Hero» вийшло 12 грудня 2017 року. Тоді ж було видано платне доповнення «End of Zoe».

## Оцінки й відгуки
| Агрегатор  | Оцінка                                 |
| ---------- | -------------------------------------- |
| Metacritic | (PC) 83/100 (PS4) 86/100 (XONE) 86/100 |

| Видання                   | Оцінка |
| ------------------------- | ------ |
| Destructoid               | 10/10  |
| Electronic Gaming Monthly | 9.5/10 |
| Game Informer             | 8.5/10 |
| GameSpot                  | 8/10   |
| GamesRadar+               | [ 23 ] |
| IGN                       | 7.7/10 |
| PC Gamer (США)            | 90/100 |
| Polygon                   | 9/10   |

Resident Evil 7 зібрала на агрегаторі Metacritic середню оцінку 83/100 у версії для ПК, 86/100 для PlayStation 4 і 86/100 для Xbox One.
Енді Келлі з PC Gamer відгукнувся, що серія Resident Evil за минулі роки накопичила багато зайвих деталей та нежиттєздатних ідей. У Resident Evil 7 серія повертається до своєї основи — виживання в наповненому небезпеками будинку. Хоча гра часом відволікається на видовищні бої, таких моментів небагато і в ній панує класичний страх перед темрявою та моторошними істотами в ній.
Згідно з Хлоєю Ред із IGN, «Resident Evil 7 ґрунтується на елементах, які зробили оригінал чудовим, в той же час віддаючись новому ризикованому зрушенню в стилі, який однаковою мірою допомагає та шкодить улюбленій формулі. Але це також найближче номерне продовження, яке прийшло відновити повільні, проте інтригуючі корені, з яких виросла атмосфера пригодницької гри Resident Evil — похвальне повернення, яке я справді сподіваюся побачити ще в майбутньому».
Ендрю Рейнер з Game Informer писав: «Capcom успішно заново відкрила Resident Evil, найпомітнішим відступом від якої є блискуча Resident Evil 4. Це нове бачення не досягає таких висот видовищності та інновацій в геймплеї, як той проривний реліз, але воно стане похвальним доповненням до серії (як з точки зору ігрового процесу, так і історії світу), і приємною точкою входу для новачків».
Станом на кінець 2020 року було продано 8,5 млн примірників Resident Evil 7. На кінець 2024 року загальна кількість продажів гри сягнула 14 мільйонів.